# Carré unité

Le carré de l'unité dans le plan.

En mathématiques, un carré unité est un carré dont les côtés ont une longueur de 1.  Souvent, le carré unité se réfère spécifiquement au carré dans le plan cartésien, avec les coordonnées correspondantes aux sommets (0, 0), (1, 0), (0, 1), et (1, 1).

## Coordonnées
Dans un système de coordonnées cartésiennes (x, y) le carré unité est défini comme le carré constitué des points où x et y sont situés dans l'intervalle fermée de 0 à 1. Autrement dit, le carré unité est le produit cartésien I × I, où I indique l'intervalle d'unité fermé.
Le carré unitaire peut également être considéré comme un sous-ensemble du plan complexe, l'espace topologique formé par les nombres complexes. Dans ce point de vue, les quatre coins du carré de l'unité sont attribués aux quatre nombres complexes 0, 1, i, et 1 + i.

## Problème de distance rationnelle

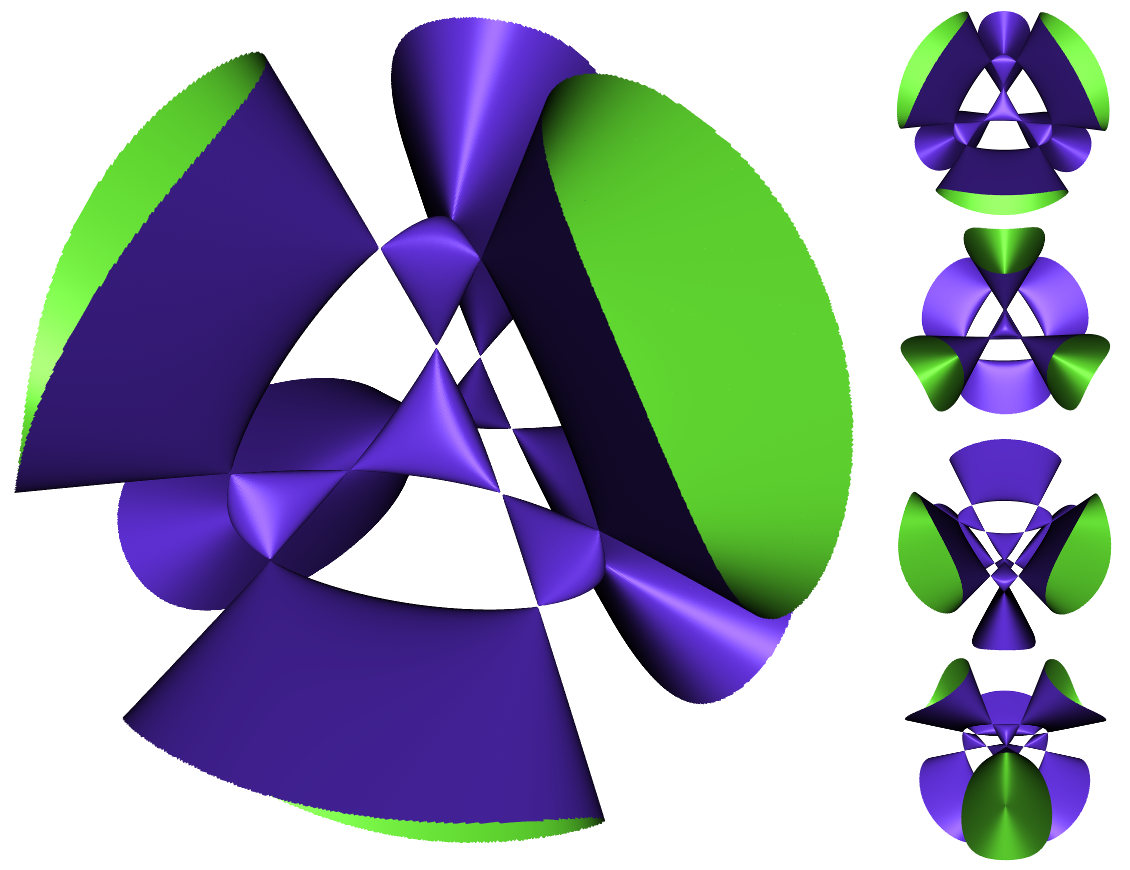
Un exemple de.

On ne sait pas si un point dans le plan est à une distance rationnelle par rapport aux quatre sommets du carré de l'unité, sans que ce point ne se situe sur un des côtés du carré.
Selon Ian Stewart (2014), des solutions pour trois distances sur quatre existent, mais aucune pour quatre distances. Toujours selon Stewart, ce problème a « des connexions profondes avec les surfaces de Kummer (en) ».